# Premiata Forneria Marconi
Premiata Forneria Marconi, kurz PFM, ist eine italienische Progressive-Rock-Band. PFM feierte ihre Erfolge vor allem in ihrem Heimatland, aber auch im englischsprachigen Raum. Sie war in den 1970er-Jahren neben Banco del Mutuo Soccorso und Le Orme der einzige italienische Vertreter ihres Stils, der den Sprung auf die internationale Bühne schaffte. Ihre Alben Per un amico (1972) und L’isola di niente (1974) wurden auch in auf den internationalen Markt zugeschnittenen englischsprachigen Fassungen neu veröffentlicht.

## Bandgeschichte

### Gründung und internationale Aufmerksamkeit
Der Grundstein für die Band wurde im Sommer 1969 gelegt, als die Beat-Gruppe Quelli (bestehend aus Franz Di Cioccio, Franco Mussida, Flavio Premoli und Giorgio Piazza) mit Mauro Pagani (aus der Gruppe Dalton) zusammentraf. Sie wechselten zum Label Numero Uno und gaben sich den Namen Premiata Forneria Marconi („ausgezeichnete Bäckerei Marconi“, nach einer Bäckerei in Chiari). Der Agent Franco Mamone organisierte der Band Auftritte als Vorband von Yes und Procol Harum und Deep Purple und 1971 debütierte sie beim Festival di Avanguardia e nuove tendenze in Viareggio mit La carrozza di Hans. Das Lied erschien im Anschluss als B-Seite von Impressioni di settembre als Single.
Das Debütalbum der Band, Storia di un minuto, erschien 1972, schon ein Jahr später folgte Per un amico. Durch Vermittlung von Greg Lake erhielt die Premiata Forneria Marconi die Möglichkeit, in London aufzutreten. Peter Sinfield (King-Crimson- und Emerson,-Lake-&-Palmer-Texter) produzierte dort mit der Gruppe das englischsprachige Album Photos of Ghosts, das die englische Version von Per un amico darstellt und 1973 bei Manticore erschien. Nachdem Patrick Djivas zur Band gestoßen war, erschien als nächstes Album 1974 L’isola di niente, für dessen englische Version The World Became the World erneut Sinfield verantwortlich war.

### Internationaler Erfolg und Pause
Zwischen 1973 und 1974 war PFM zusammen mit Ten Years After auf Europatournee. Photos of Ghosts hatte die Billboard 200 erreicht, einen Kritikerpreis in Japan gewonnen und in einem Ranking von Melody Maker den zweiten Platz in der Newcomer-Kategorie erreicht. Für das zweite englische Album organisierte Manticore nun auch eine Promotour durch die USA, aus der 1975 das Livealbum Cook (in Italien als Live in USA veröffentlicht) hervorging. Anschließend kehrte die Gruppe nach Italien zurück und nahm mit dem neuen Sänger Bernardo Lanzetti das Album Chocolate Kings auf. Danach verließ Mauro Pagani die Band. In Kalifornien traf PFM auf Greg Bloch (von It’s a Beautiful Day) und nahm mit ihm das nächste Album Jet Lag auf, das 1977 erschien und die internationale Phase der Band abschließen sollte.
1978 erschien das Album Passpartù, für die anschließende Tournee stießen Roberto Colombo (Keyboard) und Roberto Haliffi (Perkussion) zur Band, während Bernardo Lanzetti sie wieder verließ. Nach einem Zusammentreffen mit dem Cantautore Fabrizio De André beschloss PFM, mit diesem zusammen auf Tournee zu gehen. 1979 wurden zwei erfolgreiche Livealben aus dieser Zusammenarbeit veröffentlicht. Mit den 80er-Jahren wurde Franz Di Cioccio endgültig Frontman der Gruppe, während Lucio Fabbri neu dazukam. Das nächste Album war Suonare suonare, nach dessen Veröffentlichung Flavio Premoli ausstieg. Es folgten Come ti va in riva alla città (1981) und das Livealbum (1982), auf dem auch Walter Calloni am Schlagzeug zu hören war. Auf PFM? PFM! (1984) war ein stärkerer elektronischer Einfluss spürbar; das Lied Capitani coraggiosi daraus fand Verwendung als Titelmelodie im Fernsehen. 1987 erschien das Album Miss Baker in Zusammenarbeit mit Vittorio Cosma. Ab diesem Zeitpunkt machte die Band eine längere Pause und ihre Mitglieder kümmerten sich um Soloprojekte.

### Rückkehr

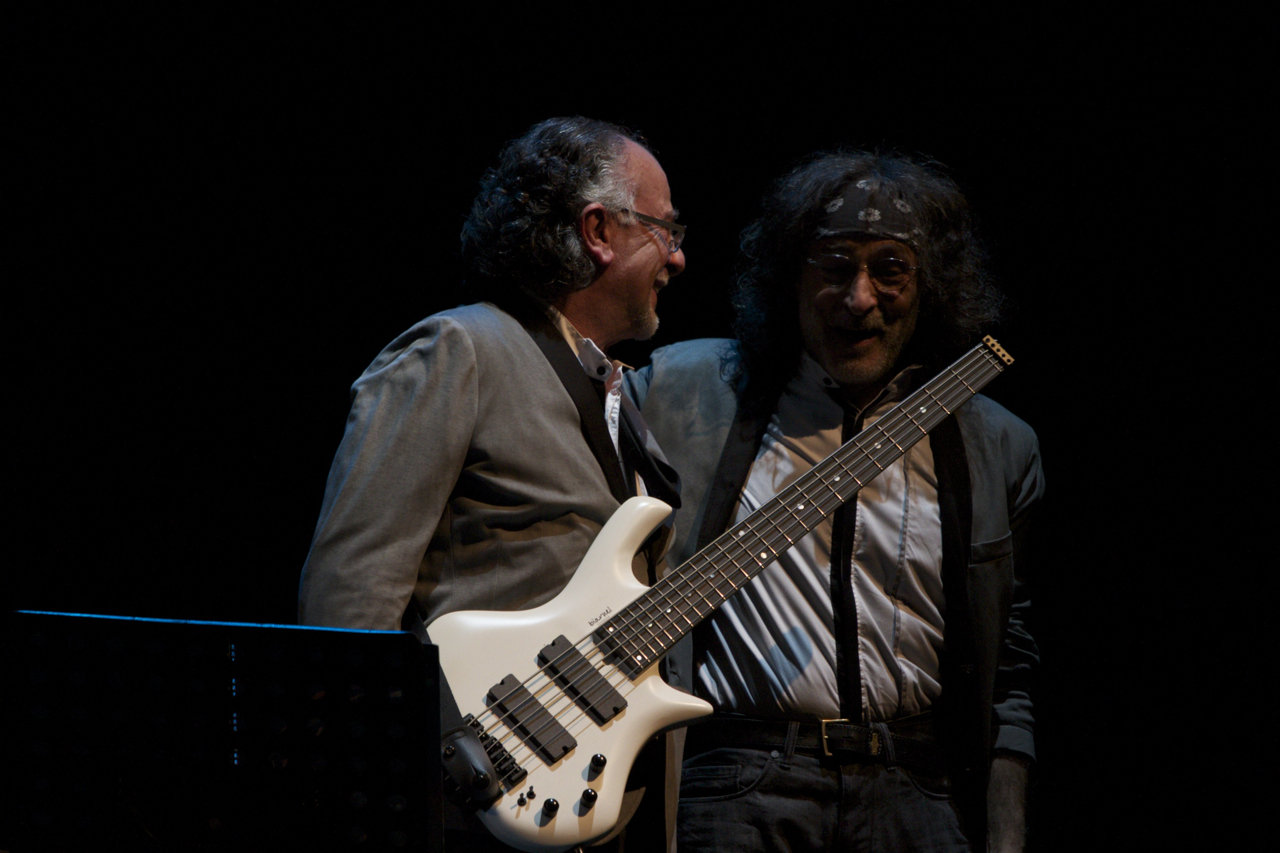
Patrick Djivas und Franz Di Cioccio im Jahr 2011

Im Jahr 1996 wurde die vierteilige Live-Kompilation 10 Anni Live – 1971–1981 veröffentlicht und im Folgejahr meldete sich die Band in der Formation Franz Di Cioccio, Patrick Djivas, Franco Mussida und Flavio Premoli mit dem Album Ulisse zurück und nahm auch ihre Konzerttätigkeit wieder auf, die 1998 ins Livealbum www.pfmpfm.it einfloss. Auch das Album Serendipity (2000) zog eine Tournee und ein Livealbum, Live in Japan (2002) nach sich. Nach einem weiteren Livealbum (Piazza del Campo, 2004) war die Band für die Rockoper Dracula verantwortlich, welche Ende 2005 auch Eingang auf ein gleichnamiges Album fand. 2006 verließ Flavio Premoli (zum zweiten Mal nach 1980) PFM. Viele Auftritte der Band waren dem 1999 verstorbenen Fabrizio De André in Erinnerung an die gemeinsame Tournee gewidmet und 2008 wurde entsprechend das Livealbum PFM canta De André veröffentlicht. 2010 erschien mit A.D. 2010 – La buona novella eine Neuauflage des De-André-Albums La buona novella von 1970.
Die Kompilation PFM in Classic – Da Mozart a Celebration kam 2013 heraus, danach legte die Band im Rahmen der Serie Il suono del tempo ihre ersten fünf Alben neu auf, live aufgenommen bei einem Konzert in Tokio 2012. Beim Sanremo-Festival 2015 trat die Band als Gast zusammen mit einer Militärkapelle auf und spielte die Ouvertüre aus Nabucco. Kurz darauf gab Gründungsmitglied Franco Mussida seinen Ausstieg aus der Gruppe bekannt.
Im Oktober 2021 brachte PFM ihr neuestes Album heraus, I Dreamed of Electric Sheep. Neben Franz Di Cioccio und Patrick Djivas sind auf diesem Album auch Ian Anderson (Flöte) und Steve Hackett (Gitarre) zu hören. Es wurde gleichzeitig in einer englischen und einer italienischen Version veröffentlicht, daher auch der italienische Untertitel: Ho sognato pecore elettriche.

## Diskografie

### Studioalben
| Jahr | Titel                         | Höchstplatzierung, Gesamtwochen, AuszeichnungChartplatzierungen (Jahr, Titel, Platzierungen, Wochen, Auszeichnungen, Anmerkungen) | Höchstplatzierung, Gesamtwochen, AuszeichnungChartplatzierungen (Jahr, Titel, Platzierungen, Wochen, Auszeichnungen, Anmerkungen) | Höchstplatzierung, Gesamtwochen, AuszeichnungChartplatzierungen (Jahr, Titel, Platzierungen, Wochen, Auszeichnungen, Anmerkungen) | Anmerkungen                                                                            |
| Jahr | Titel                         | IT | CH | US | Anmerkungen                                                                            |
| ---- | ----------------------------- | --- | --- | --- | -------------------------------------------------------------------------------------- |
| 1972 | Storia di un minuto           | IT3 (25 Wo.)IT | — | — | Numero Uno, ZSLN 55055 in Edition Dischi d’oro 2000 Platz 65 (2 Wochen) in FIMI-Charts |
| 1973 | Per un amico                  | IT13 (7 Wo.)IT | — | — | Numero Uno, DZSLN 55155                                                                |
| 1973 | Photos of Ghosts              | IT21 (1 Wo.)IT | — | US180 (6 Wo.)US | Numero Uno, DZSLN 55661 / Manticore englische Version von Per un amico                 |
| 1974 | L’isola di niente             | IT4 (27 Wo.)IT | — | — | Numero Uno, DZSLN 55666                                                                |
| 1975 | Chocolate Kings               | IT6 (21 Wo.)IT | — | — | Numero Uno, ZSLN 55684                                                                 |
| 1977 | Jet Lag                       | IT14 (16 Wo.)IT | — | — | Zoo                                                                                    |
| 1978 | Passpartù                     | IT18 (6 Wo.)IT | — | — | Zoo / Numero Uno                                                                       |
| 1980 | Suonare suonare               | IT16 (11 Wo.)IT | — | — | Numero Uno                                                                             |
| 1981 | Come ti va in riva alla città | IT16 (15 Wo.)IT | — | — | Numero Uno                                                                             |
| 1997 | Ulisse                        | IT13 (2 Wo.)IT | — | — | RTI                                                                                    |
| 2000 | Serendipity                   | IT22 (7 Wo.)IT | — | — | Sony                                                                                   |
| 2005 | Dracula Opera Rock            | IT25 (5 Wo.)IT | — | — | Musiza                                                                                 |
| 2006 | Stati di immaginazione        | IT53 (2 Wo.)IT | — | — | Sony                                                                                   |
| 2010 | A.D. 2010 – La buona novella  | IT26 (7 Wo.)IT | — | — |                                                                                        |
| 2021 | I Dreamed of Electric Sheep   | IT20 (2 Wo.)IT | CH61 (1 Wo.)CH | — |                                                                                        |

grau schraffiert: keine Chartdaten aus diesem Jahr verfügbar
Weitere Studioalben
- The World Became the World (1974; Numero Uno, DZSLN 55669) – englische Version von L’isola di niente
- PFM? PFM! (1984; Numero Uno)
- Miss Baker (1987; Dischi Ricordi)

### Livealben (Auswahl)
| Jahr | Titel                                             | Höchstplatzierung, Gesamtwochen, AuszeichnungChartplatzierungen (Jahr, Titel, Platzierungen, Wochen, Auszeichnungen, Anmerkungen) | Höchstplatzierung, Gesamtwochen, AuszeichnungChartplatzierungen (Jahr, Titel, Platzierungen, Wochen, Auszeichnungen, Anmerkungen) | Anmerkungen                         |
| Jahr | Titel                                             | IT | US | Anmerkungen                         |
| ---- | ------------------------------------------------- | --- | --- | ----------------------------------- |
| 1975 | Live in USA / Cook                                | IT7 (12 Wo.)IT | US151 (8 Wo.)US | Numero Uno, DZSLN 55676 / Manticore |
| 1979 | Fabrizio De André In Concerto – Arrangiamenti PFM | IT7 (31 Wo.)IT | — | Ricordi Fabrizio De André & PFM     |
| 1981 | Fabrizio De André in concerto vol. 2              | IT13 (14 Wo.)IT | — | Ricordi Fabrizio De André & PFM     |
| 1982 | Performance                                       | IT15 (6 Wo.)IT | — | Numero Uno                          |
| 1998 | www.pfmpfm.it (il Best)                           | IT22 (5 Wo.)IT | — | RTI                                 |
| 2002 | Live in Japan 2002                                | IT36 (3 Wo.)IT | — | Sony                                |
| 2005 | Piazza del Campo                                  | IT25 (3 Wo.)IT | — | Sony                                |
| 2008 | PFM canta De André                                | IT55 (12 Wo.)IT | — | Universal / Dischi Ricordi          |
| 2012 | Live in Roma                                      | IT85 (1 Wo.)IT | — |                                     |

### Kompilationen (Auswahl)
| Jahr | Titel                                    | Höchstplatzierung, Gesamtwochen, AuszeichnungChartplatzierungen (Jahr, Titel, Platzierungen, Wochen, Auszeichnungen, Anmerkungen) | Höchstplatzierung, Gesamtwochen, AuszeichnungChartplatzierungen (Jahr, Titel, Platzierungen, Wochen, Auszeichnungen, Anmerkungen) | Anmerkungen |
| Jahr | Titel                                    | IT | US | Anmerkungen |
| ---- | ---------------------------------------- | --- | --- | ----------- |
| 2007 | PFM 35 anni… e un minuto                 | IT55 (3 Wo.)IT | — |             |
| 2012 | Celebration 1972–2012                    | IT45 (3 Wo.)IT | — |             |
| 2013 | PFM in Classic – Da Mozart a Celebration | IT25 (9 Wo.)IT | — |             |
| 2016 | Marconi Bakery 1973–1974                 | IT59 (2 Wo.)IT | — |             |
| 2018 | TVB – The Very Best                      | IT47 (2 Wo.)IT | — |             |

### Singles
| Jahr | Titel Album                                  | Höchstplatzierung, Gesamtwochen, AuszeichnungChartsChartplatzierungen (Jahr, Titel, Album, Platzierungen, Wochen, Auszeichnungen, Anmerkungen) | Anmerkungen                                                   |
| Jahr | Titel Album                                  | IT | Anmerkungen                                                   |
| ---- | -------------------------------------------- | --- | ------------------------------------------------------------- |
| 1971 | La carrozza di Hans Storia di un minuto      | IT25 (1 Wo.)IT | Numero Uno, ZN 50126 B-Seite von Impressioni di settembre     |
| 1972 | Impressioni di settembre Storia di un minuto | IT12 (11 Wo.)IT | Numero Uno, ZN 50126 2009 Platz 32 (3 Wochen) der FIMI-Charts |
| 2008 | Un giudice PFM canta De André                | IT14 (1 Wo.)IT | Coverversion, Original von Fabrizio De André (1971)           |

- Dolcissima Maria / Via Lumière (1974; Numero Uno, ZN 50326)
- The World Became the World / La carrozza di Hans (1974; Manticore, AT 13268)
- Chocolate Kings / Harlequin (1975; Numero Uno, ZN 50342)
- Traveler / Cerco la lingua (1977; Numero Uno, ZBN 7021)
- Come ti va / Chi ha paura della notte? (1981; Numero Uno, ZBN 7229)
- Capitani coraggiosi / Sentimentalmente (1984; Numero Uno, PB 6780)
- Un amore vero / Prima che venga la sera (1987; Dischi Ricordi, SRLM 2072)